# St. Leonhard (Ezelheim)

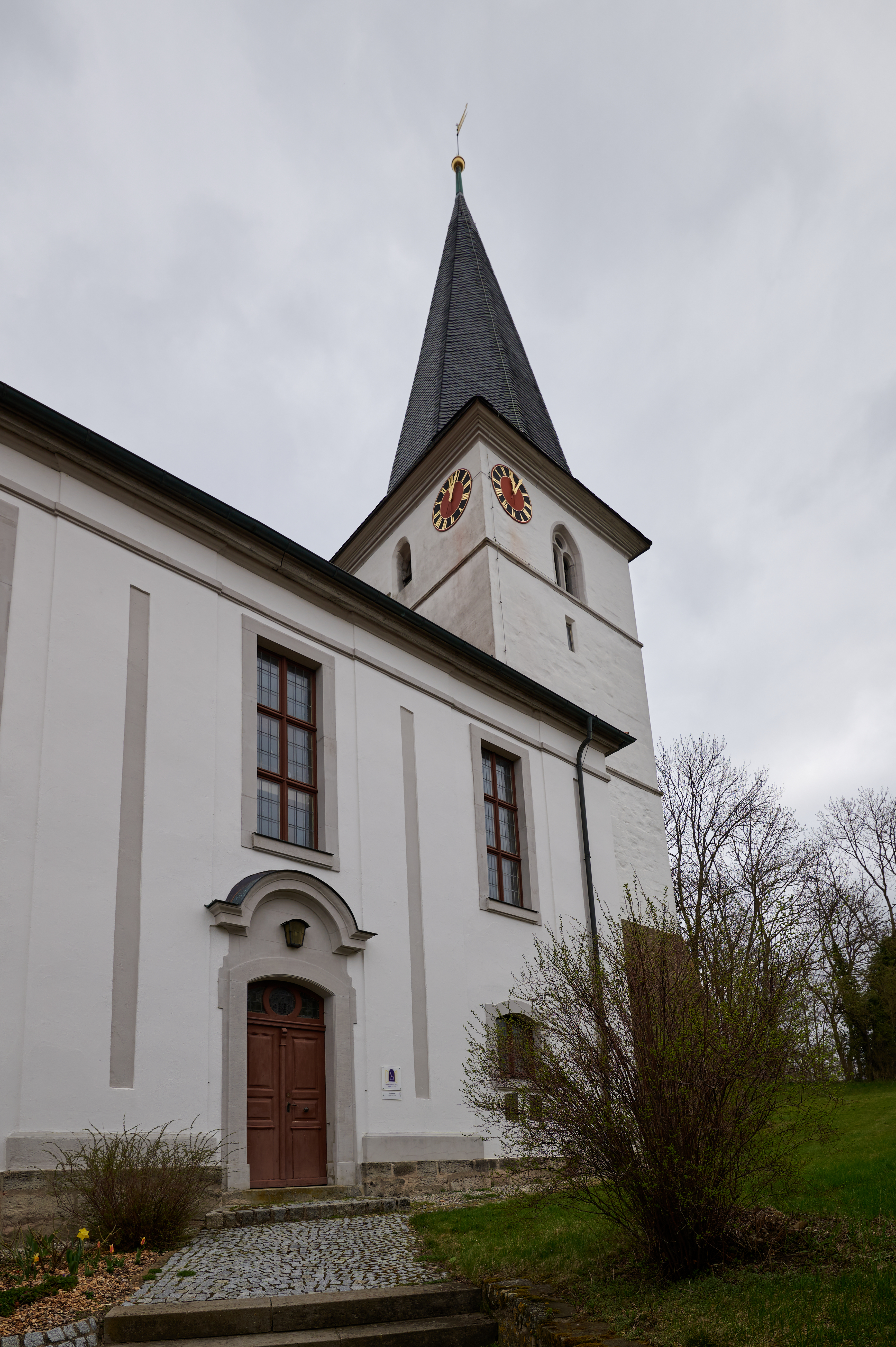
St. Leonhard (Ezelheim)

Die evangelische, denkmalgeschützte Kirche St. Leonhard steht in Ezelheim, einem Gemeindeteil des Marktes Sugenheim im Landkreis Neustadt an der Aisch-Bad Windsheim (Mittelfranken, Bayern). Das Bauwerk ist unter der Denkmalnummer D-5-75-165-44 als Baudenkmal in der Bayerischen Denkmalliste eingetragen. Die Kirchengemeinde gehört zur Pfarrei Ehegrund im Evangelisch-Lutherischen Dekanat Markt Einersheim im Kirchenkreis Ansbach-Würzburg der Evangelisch-Lutherischen Kirche in Bayern.

## Beschreibung
Der Chorturm, der durch Gurtgesimse in vier Geschosse unterteilt ist, stammt im Kern aus dem 14. Jahrhundert. Sein oberstes Geschoss, das mit einem achtseitigen, schiefergedeckten, spitzen Helm bedeckt ist, beherbergt die Turmuhr und den Glockenstuhl. Nachdem der Vorgängerbau baufällig war, beschlossen die von Seckendorf einen Neubau. An den stehengebliebenen Chorturm wurde 1782 nach einem Entwurf von Johann Gottlieb Riedel das zweigeschossige Langhaus im Markgrafenstil nach Westen angebaut, an dessen Südseite sich das verdachte Portal befindet. Zur Kirchenausstattung gehört ein Kanzelaltar. Ihm gegenüber auf der Empore steht die Orgel von 1867.